# رافاييل منديز
رافاييل منديز (بالإسبانية: Rafael Méndez Arceo)‏ هو رسام وملحن مكسيكي، ولد في 26 مارس 1906، وتوفي في 15 سبتمبر 1981.

## وصلات خارجية
- رافاييل منديز على موقع IMDb (الإنجليزية)
- رافاييل منديز على موقع ميوزك برينز (الإنجليزية)
- رافاييل منديز على موقع أول ميوزيك (الإنجليزية)
- رافاييل منديز على موقع ديسكوغز (الإنجليزية)